# 親衛隊第1軍
親衛隊第1軍（德語：I.SS-Panzerkorps）是纳粹德国武装党卫军的一支裝甲軍。第二次世界大戰期間，它参与了西線和東線的行動。